# 12-й фронт (Японія)
12-й фро́нт (яп. 【第十二方面軍】) — вище оперативно-стратегічне об'єднання збройних сил Японської імперії, фронт Імперської армії Японії в 1945 році. Формально брав участь у Другій світовій війні (1941–1945) на території Східної Японії з центром у Токіо, але у боях задіяний не був.

## Дані
- Сформований: 1 лютого 1945 року для захисту столиці Токіо та східнояпонського регіону Канто.
- Кодова назва: Хата (【幡】, «стяг»)[1].
- Підпорядкування: 1-а загальна армія.
- Район бойових дій: Східна Японія, Канто, Токіо.
- Штаб: Токіо, Японія.
- Місце останньої дислокації штабу: Токіо, Японія[1].
- Припинив існування: 25 серпня 1945 року після капітуляції Японії у Другій світовій війні, проте штаб фронту працював до жовтня того ж року.

## Бойові дії
- Формально взяв участь у Другій світовій війні (1941–1945), але у боях задіяних не був.
Оборона Східної Японії з центром у столиці Токіо від потенційного вторгнення США, Великої Британії та їхніх союзників.

## Командування
Командири фронту:
1. генерал-лейтенант Фуджіє Кейсуке (1 лютого 1945 — 9 березня 1945)[2];
2. генерал Танака Шідзуїчі (9 березня 1945 — 25 серпня 1945)[2];
3. генерал Дойхара Кенджі (25 серпня 1945 — 23 вересня 1945)[2];
4. генерал-лейтенант Кітано Кейдзо (23 вересня 1945 — 10 жовтня 1945)[2].

Голови штабу фронту:
1. генерал-лейтенант Тацумі Ейїчі (1 лютого 1945 — 1 березня 1945)[2];
2. генерал-майор Такашіма Тацухіко (1 березня 1945 — 25 серпня 1945)[2].

Віце-голови штабу фронту: 
1. генерал-майор Такашіма Тацухіко (1 березня 1945 — 1 березня 1945)[2];
2. генерал-майор Ямадзакі Масао (1 березня 1945 — 5 серпня 1945)[2];
3. генерал-майор Конума Харуо (5 серпня 1945 — 25 серпня 1945)[2].

## Склад
- 36-армія (Японія);
- 51-армія (Японія);
- 52-армія (Японія);
- 53-армія (Японія);
- Гарнізон Токійської затоки;
- Токійська оборнна армія;
- 1-а протиповітряна дивізія (Японія);
- 66-а самостійна змішана бригада;
- 67-а самостійна змішана бригада.